# Ulysses (film)
Ulysses  è un film del 1967 diretto da Joseph Strick, basato sul romanzo Ulisse di James Joyce.
Fu presentato in concorso al 20º Festival di Cannes.